# احسان خرسندی
احسان خرسندی (زادهٔ ۴ فروردین ۱۳۶۴ در تهران) بازیکن فوتبال ایرانی است. او سابقه بازی در باشگاه‌های پرسپولیس، ابومسلم، گهر زاگرس، گسترش فولاد و پارسه تهران را دارد.

## بازداشت
احسان خرسندی در تاریخ ۶ دی ۱۳۸۸ در درگیری‌های روز عاشورا در خیابان ولی‌عصر تهران بازداشت و در ۱۳ بهمن به قید وثیقه از زندان اوین آزاد شد.